# WCW Monday Nitro
WCW Monday Nitro foi um programa semanal de wrestling profissional produzido pela World Championship Wrestling. O show era transmitido nas noites de segunda, pelo canal TNT. Isto ocasionou uma rivalidade com a World Wrestling Federation, que tinha o programa Monday Night Raw ao mesmo tempo.
Foram 284 episódios entre 4 de Setembro de 1995 e 26 de Março de 2001, antes da WCW ser comprada pela WWE. O especial chegava a ter de 1 a 3 horas e contava com os wrestlers da World Championship Wrestling. O WCW Monday Nitro foi criado por Ted Turner e Eric Bischoff.
Nos meados de 1996, o Nitro chegou a empatar por 84 semanas a média de audiência com a WWF. Esta marca deixou de existir quando o vilão Chairman Vince McMahon entrou em rivalidade com o herói Stone Cold Steve Austin, contando com participações de Mankind, The Rock e D-Generation X. Isso oscilou a favor da WWF.
A última luta do Nitro foi Ric Flair vs. Sting onde Sting venceu de submissão com Scorpion Deathlock após fugir da Figure 4 Leg Lock de Flair.